# ベル・ヘリコプター
ベル・ヘリコプター（Bell Textron Inc. ）は、アメリカ合衆国のヘリコプターとティルトローター機の製造会社である。テキサス州フォートワースに本社を構える。テキストロン部門はベルの軍用ヘリコプターとティルトローター機の製造をテキサス州アマリロで担当する。民間機はカナダのケベック州のミラベルで生産する。

## 歴史
会社は1935年7月10日ベル・エアクラフト・コーポレーションとしてニューヨーク州バッファローにてローレンス・ベルによって設立された。戦闘機の設計と生産に主眼を置いていた。最初の戦闘機は双発の対爆撃機用のXFM-1 AiracudaとP-39 エアラコブラだった。P-59 エアラコメットはアメリカ初のジェット戦闘機でP-63 キングコブラはP-39の後継機でどちらもベルが生産した。
1941年、ベルはヘリコプターに参入した。新しい航空機の開発に希望を託した。航空機メーカーとしては後発であるベル社は他社が手がけない機体を手がけた。この時期生産された機体にはベル・エアクラフトが独自に開発した有名なベル X-1も含まれる。ベル30はベル社初のフルサイズのヘリコプターで、最初の民間ヘリコプターであるベル 47になり、民間、軍用両方で世界的に使用され商業的に大成功を収めた。
1960年、テキストロン社によってベル・エアロスペース社は買収された。ベルエアロスペースはベルエアクラフト社の3部門で構成された。その中にはヘリコプター部門も含まれ唯一の航空機生産部門だった。ヘリコプター部門はベル・ヘリコプター社と名前を変え、数年後UH-1イロコイスで成功を収める。ベトナム戦争に大量に投入され、世界各国で使用され、日本では富士重工業（現・SUBARU）によりライセンス生産や共同開発もされた。テキストロン最大の部門を創出した。1976年、テキストロンは名前をベル・ヘリコプター・テキストロンに変えた。

## 生産機一覧

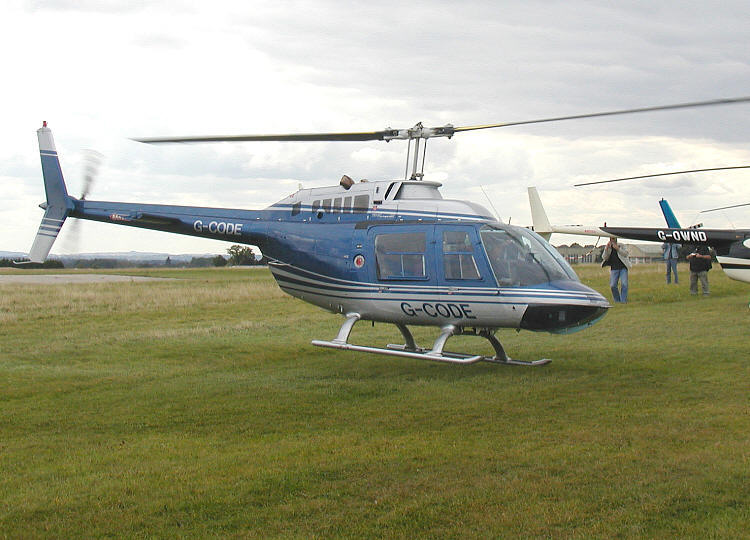
ベル 206B ジェットレンジャー III

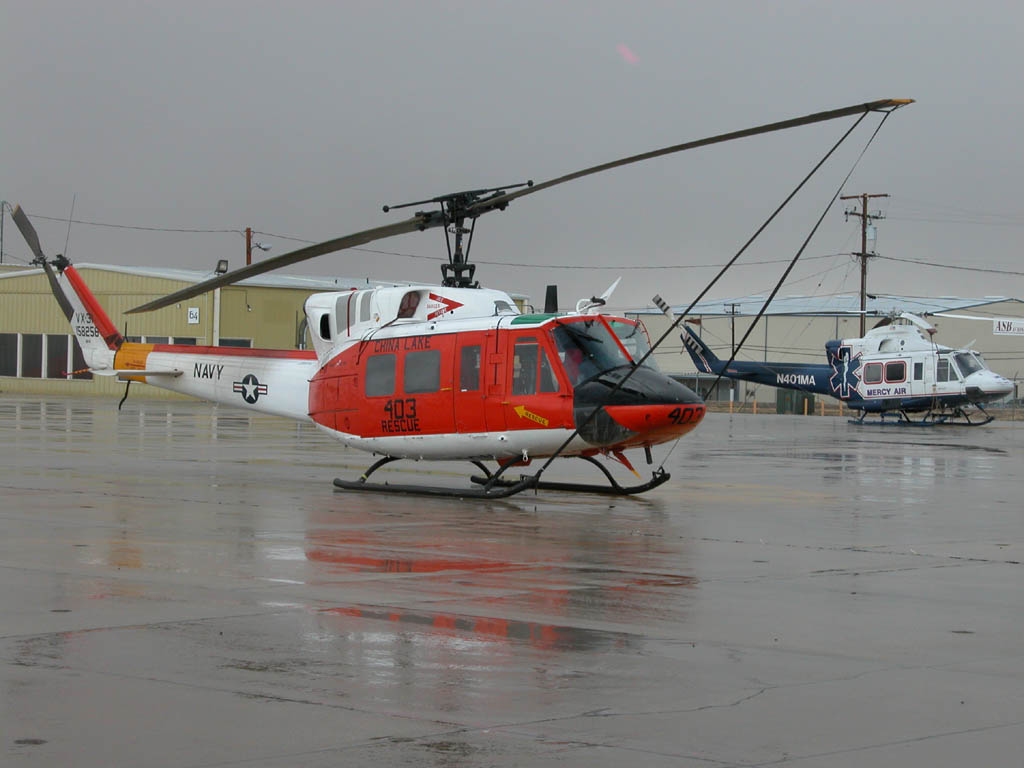
社用のベル 212 (U.S. 海軍 HH-1N)と412 (Mercy 航空)モヘーベ空港にて

### 民間機
- ベル47
- ベル 204 - UH-1の民間版
- ベル 205 - UH-1の民間版
- ベル 206
- ベル 210 - UH-1Hの民間版
- ベル 212
- ベル 214
- ベル 214ST
- ベル 222
- ベル 230
- ベル 407
- ベル 412
- ベル 417
- ベル 427
- ベル 429
- ベル 430
- ベル 505（英語版）
- ベル 525（英語版）

### 軍用ヘリコプター
- H-13 Sioux
- HSL
- UH-1 (またはヒューイ)
- UH-1N ツインヒューイ
- UH-1Y ヴェノム

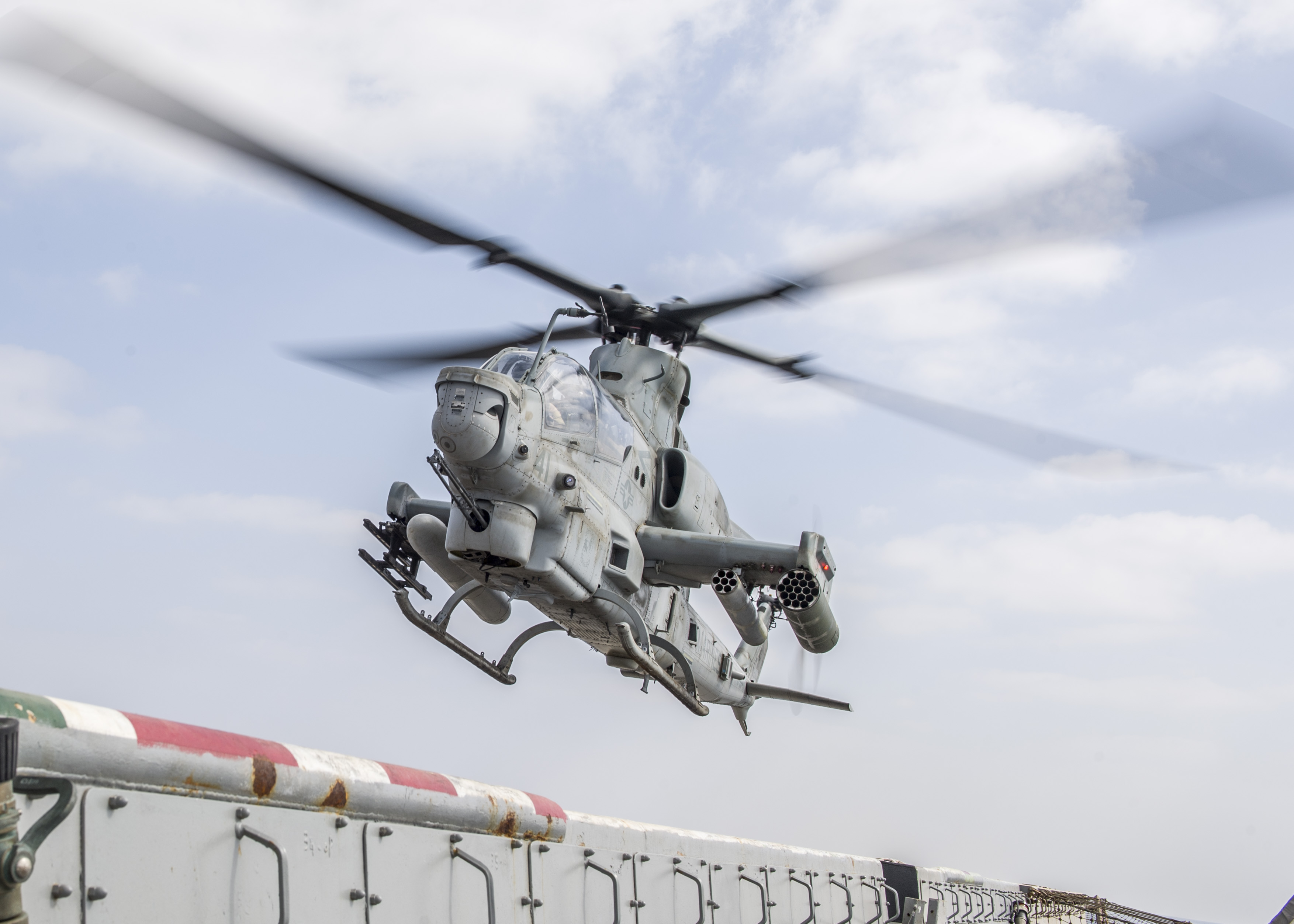
第166海兵中型ティルトローター飛行隊所属のAH-1Z

- ベル 533（英語版） - Hueyの派生系の実験機でターボジェット搭載
- AH-1 コブラ (またはヒューイコブラ)
- AH-1J シーコブラ/W スーパーコブラ/Z ヴァイパー - 海兵隊仕様
- YAH-63/Model 409 - コブラを基にしたAH-64の競合機で敗れた
- OH-58 カイオワ
- ARH-70- 2008年10月開発中止
- VH-71 ケストレル - ロッキード・マーティン、アグスタウェストランドと共同開発、2009年6月開発中止

### ティルトローター
- V-22 オスプレイ - ボーイングと共同開発
- ベル/アグスタ BA609 - アグスタウェストランド
- TR918 イーグルアイ UAV
- クアッド・ティルトローター - ボーイングと共同開発
- ベル V-280 ヴェイラー - ロッキード・マーティンと共同開発中

### 他の会社がプロデュースした企画
- アグスタウエストランド AW139ヘリコプター （アグスタウェストランドとの共同開発。当初、50％の比率でベル社が参画したが、後に撤退）